# Amiral Castex (D662)
Amiral Castex (D662) es una fragata en construcción del tipo Frégate de défense et d'intervention de la Marina Nacional francesa. Recibe su nombre en honor a Raoul Castex, un teórico militar anterior a la Segunda Guerra Mundial.
La puesta en servicio de la fragata está prevista para 2025.

## Construcción

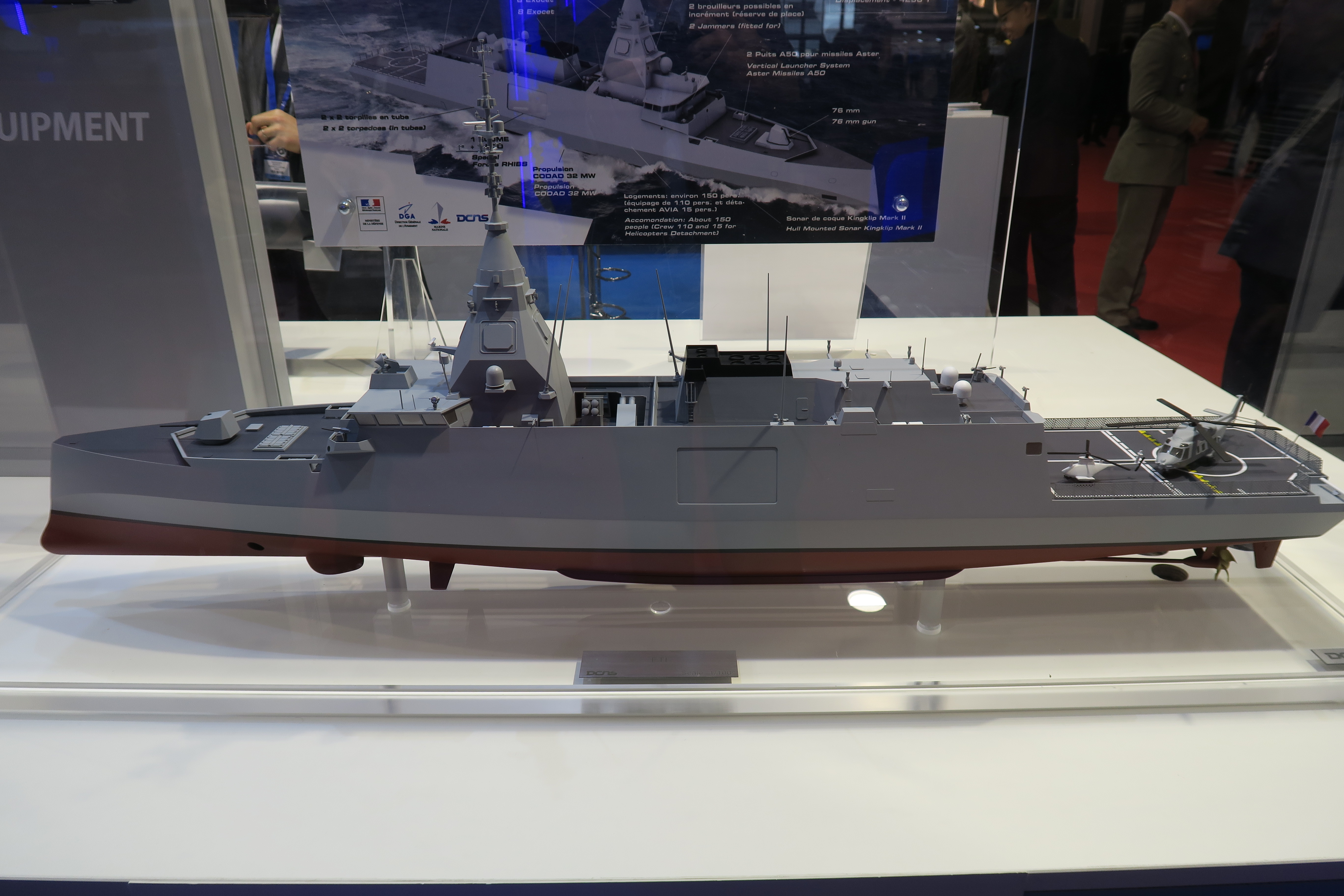
Maqueta de una fragata FDI.

La orden fue anunciada el 29 de marzo de 2021, al mismo tiempo que la de su buque gemelo, el Amiral Louzeau (D661).